# بوقلمون‌تباران
بوقلمون‌تباران (نام علمی: Meleagridini) نام یک زیرخانواده از تیره قرقاولان است.